# Jean-Pierre Léaud
Jean-Pierre Léaud  (n. 28 mai 1944, Paris, Île-de-France, Franța)  este un actor de film francez.

A devenit celebru prin întruchiparea personajului principal din ciclul Antoine Doinel de către regizorul François Truffaut. Cele mai cunoscute filme ale lui Léaud includ Cele 400 de lovituri (Truffaut, 1959), Masculin-feminin (Godard, 1966), Sărutări furate (Truffaut, 1968), Domiciliul conjugal (Truffaut, 1970), Noaptea americană  (Truffaut, 1973) și Am angajat un ucigaș plătit (Kaurismäki, 1990).

## Biografie
Fiu al actriței Jacqueline Pierreux și al scenarist și regizorului asistent Pierre Léaud, el a început să joace ca actor copil la vârsta de treisprezece ani în 1958, cu un rol mic în Agli ordini del re de Georges Lampin, iar mai târziu în primul lungmetraj al lui François Truffaut, Cele 400 de lovituri (1959), jucând rolul unui adolescent, Antoine Doinel, care se ciocnește de neînțelegerea adulților. Interpretarea sa matură l-a lansat la nivel internațional printre cei mai celebri copii actori ai vremii. Admirația a fost atât de mare încât regizori celebri i-au oferit imediat alte roluri importante, precum Jean Cocteau (în Testamentul lui Orfeu) și Julien Duvivier (în Bulevard).
Truffaut, care l-a recunoscut pe Léaud ca un adevărat alter ego, va continua saga lui Antoine Doinel, dedicându-i alte patru filme, care acoperă 20 de ani din viața lui Doinel, împreună cu Claude Jade, care a jucat mai întâi rolul prietenei lui și apoi al soției sale Christine: Sărutări furate (1968), Domiciliul conjugal (1970) și Dragoste pe fugă (1979).

A jucat și în filmele altor regizori influenți, precum Jean-Luc Godard, Bernardo Bertolucci și Agnès Varda. A doua eră reprezentativă a carierei sale a început în anii 1990, după ce finlandezul Aki Kaurismäki l-a distribuit într-un rol important în filmul Am angajat un ucigaș plătit.
De asemenea, a jucat numeroase roluri secundare sau apariții cameo auto-referențiale, acestea din urmă, de exemplu, în filmul Visătorii (2003) de Bernardo Bertolucci. În 2011, Léaud a jucat un mic rol într-un alt film Kaurismäki, Le Havre, care a avut premiera la Festivalul de Film de la Cannes. În 2016, el l-a jucat rolul regelui pe moarte, Ludovic al XIV-lea, în Moartea lui Ludovic al XIV-lea, regizat de Albert Serra, și a primit recenzii excelente pentru rolul său de vârstnic.
În anul 2000, Léaud a primit un Premiu César onorific. În 2016 a fost distins cu Palme d'Or pentru întreaga viață, la Festivalul de Film de la Cannes.

## Filmografie selectivă
- 1958 Agli ordini del re (La Tour, prends garde!), regia Georges Lampin
- 1959 Cele 400 de lovituri (Les Quatre Cents Coups), regia François Truffaut
- 1960 Testamentul lui Orfeu (Le Testament d’Orphée ou ne me demandez pas pourquoi), regia Jean Cocteau
- 1960 Bulevard (Boulevard), regia Julien Duvivier
- 1962 Antoine e Colette (Antoine et Colette), episodul Dragostea la 20 de ani (L'Amour à vingt ans), regia François Truffaut
- 1964 L'Amour à la mer, regia Guy Gilles
- 1964 Mata-Hari, agent secret H21 (Mata-Hari, agent H 21), regia Jean-Louis Richard
- 1965 Alphaville (Alphaville, une étrange aventure de Lemmy Caution), regia Jean-Luc Godard - cammeo, nemenționat
- 1965 Pierrot nebunul (Pierrot le fou), regia Jean-Luc Godard - cammeo, nemenționat
- 1966 Masculin feminin (Masculin féminin: 15 faits précis), regia Jean-Luc Godard
- 1966 Le Père Noël a les yeux bleus, regia Jean Eustache
- 1966 Una storia americana (Made in U.S.A.), regia Jean-Luc Godard
- 1967 L'amore nel 2000 (Anticipation, ou l'Amour en l'an 2000), episodul L'amore attraverso i secoli (Le Plus Vieux Métier du monde), regia Jean-Luc Godard
- 1967 Plecarea (Le Départ), regia Jerzy Skolimowski
- 1967 Chinezoaica (La Chinoise), regia Jean-Luc Godard
- 1967 Week End (Week End), regia Jean-Luc Godard
- 1968 Sărutări furate (Baisers volés), regia François Truffaut
- 1968 The Twenty-Years-Old, episodul Dialóg 20-40-60, regia Jerzy Skolimowski
- 1968 La Concentration, regia Philippe Garrel
- 1969 Paul, regia Diourka Medveczky
- 1969 La gaia scienza (Le Gai Savoir), regia Jean-Luc Godard
- 1969 Cocina (Porcile), regia Pier Paolo Pasolini

- 1970 Domiciliul conjugal (Domicile conjugal), regia François Truffaut
- 1970 Il leone a sette teste (Der Leone Have Sept Cabeças), regia Glauber Rocha
- 1971 Out 1: Noli me tangere, regia Jacques Rivette
- 1971 Cele două englezoaice și continentul (Les Deux Anglaises et le Continent), regia François Truffaut
- 1972 Ultimul tango la Paris (Ultimo tango a Parigi), regia Bernardo Bertolucci
- 1973 Noaptea americană (La Nuit américaine), regia François Truffaut
- 1973 Mama și curva (La Maman et la Putain), regia Jean Eustache
- 1976 Lola și curtezanii ei (Les Lolos de Lola), regia Bernard Dubois
- 1979 Dragoste pe fugă (L'Amour en fuite), regia François Truffaut

- 1980 Nervi a pezzi (Parano), regia Bernard Dubois
- 1981 Ajută-mă să visez (Aiutami a sognare), regia Pupi Avati
- 1981 La Cassure, regia Ramón Muñoz
- 1984 Rebelote, regia Jacques Richard
- 1984 Rue Fontaine, episodio di Paris vu par... vingt ans après, regia Philippe Garrel
- 1985 Detectiv (Détective), regia Jean-Luc Godard
- 1985 Csak egy mozi, regia Pál Sándor
- 1986 Comoara din insulă (Treasure Island), regia Raúl Ruiz
- 1986 Corps et Biens, regia Benoît Jacquot
- 1988 Jane B. de Agnès V. (Jane B. par Agnès V.), regia Agnès Varda
- 1988 La Couleur du vent, regia Pierre Granier-Deferre
- 1989 Bunker Palace Hôtel, regia Enki Bilal
- 1989 Femeia de hârtie (Femme de papier), regia Suzanne Schiffman

- 1990 Am angajat un ucigaș plătit (I Hired a Contract Killer), regia Aki Kaurismäki
- 1991 Parisul se trezește (Paris s'éveille), regia Olivier Assayas
- 1992 Vita da bohème (La Vie de bohème), regia Aki Kaurismäki
- 1994 Nimeni nu mă iubește (Personne ne m'aime), regia Marion Vernoux
- 1995 O sută și una de nopți (Les Cent et Une Nuits de Simon Cinéma), regia Agnès Varda
- 1996 Bărbatul meu (Mon homme), regia Bertrand Blier
- 1996 Jurnalul unui seducător (Le Journal du séducteur), regia Danièle Dubroux
- 1997 Doar în glumă (Pour rire!), regia Lucas Belvaux
- 1999 Innocent, regia Costa Natsis

- 2000 O problemă de gust (Une affaire de goût), regia Bernard Rapp
- 2000 Afacerea Marcorelle (L'Affaire Marcorelle), regia Serge Le Péron
- 2001 Le Pornographe, regia Bertrand Bonello
- 2002 Războiul la Paris (La Guerre à Paris), regia Yolande Zauberman
- 2003 Visătorii (The Dreamers), regia Bernardo Bertolucci
- 2004 Folle Embellie, regia Dominique Cabrera
- 2005 J'ai vu tuer Ben Barka, regia Serge Le Péron
- 2009 Visage, regia Tsai Ming-liang
- 2009 Fred Vargas: Crime Collection (Fred Vargas Collection) - serial TV, un episod

- 2011 Le Havre (Le Havre), regia Aki Kaurismäki
- 2012 Camille redouble, regia Noémie Lvovsky
- 2016 Moartea lui Ludovic al XIV-lea (La Mort de Louis XIV), regia Albert Serra
- 2017 M, regia Sara Forestier
- 2017 Le lion est mort ce soir, regia Nobuhiro Suwa
- 2018 Alien Crystal Palace, regia Arielle Dombasle
- 2019 C'è tempo, regia Walter Veltroni - apariție cameo